# جوليا راجنارسون
جوليا راجنارسون (بالسويدية: Julia Ragnarsson)‏ هي ممثلة سويدية، ولدت في 30 يوليو 1992 بمالمو في السويد.

## وصلات خارجية
- جوليا راجنارسون على موقع IMDb (الإنجليزية)
- جوليا راجنارسون على موقع ميتاكريتيك (الإنجليزية)
- جوليا راجنارسون على موقع روتن توميتوز (الإنجليزية)
- جوليا راجنارسون على موقع ألو سيني (الفرنسية)
- جوليا راجنارسون على موقع تيرنر كلاسيك موفيز (الإنجليزية)
- جوليا راجنارسون على موقع أول موفي (الإنجليزية)
- جوليا راجنارسون على موقع قاعدة بيانات الأفلام السويدية (السويدية)
- جوليا راجنارسون على موقع قاعدة بيانات الفيلم (الإنجليزية)
- جوليا راجنارسون على موقع كينوبويسك (الروسية)